# Guvernul Dacian Cioloș
Guvernul Dacian Cioloș a guvernat România de la 17 noiembrie 2015 până la 4 ianuarie 2017. Guvernul a fost unul apolitic, de tehnocrați, cu excepția a unui ministru, Vasile Dîncu, fost membru al Partidului Social Democrat (PSD), și a fost învestit atât cu voturile majorității parlamentare, cât și cu cele ale opoziției.

## Constituirea
După demisia lui Victor Ponta în urma protestelor din noiembrie 2015, președintele Klaus Iohannis l-a nominalizat în data de 15 noiembrie 2015 pe Dacian Cioloș, fost ministru român al agriculturii și comisar european, să formeze un nou guvern.
La 15 noiembrie 2015 Cioloș a prezentat lista miniștrilor propuși. Două din persoanele nominalizate inițial, Andrei Baciu pentru Ministerul Sănătății, respectiv Cristina Guseth pentru Ministerul Justiției, au fost retrase.
Guvernul a primit votul de învestitură în Parlament în ziua de 17 noiembrie 2015. Depunerea jurământului a avut loc în aceeași seară la Palatul Cotroceni, sediul președinției României.

## Componența
Prim ministrul Cioloș a menținut structura pe ministere practicată de guvernul anterior. Miniștrii guvernului Cioloș sunt:
| Ministru                                                                      | Nume                        | Partid      | În funcție din    | Până la           |
| ----------------------------------------------------------------------------- | --------------------------- | ----------- | ----------------- | ----------------- |
| Premier                                                                       | Dacian Cioloș               | Independent | 17 noiembrie 2015 | 4 ianuarie 2017   |
| Ministrul Economiei (viceprim-ministru)                                       | Costin Borc                 | Independent | 17 noiembrie 2015 | 4 ianuarie 2017   |
| Ministrul dezvoltării regionale și administrației publice (viceprim-ministru) | Vasile Dîncu                | Independent | 17 noiembrie 2015 | 4 ianuarie 2017   |
| Ministrul Afacerilor Interne                                                  | Petre Tobă                  | Independent | 17 noiembrie 2015 | 1 septembrie 2016 |
| Ministrul Afacerilor Interne                                                  | Dragoș Tudorache            | Independent | 6 septembrie 2016 | 4 ianuarie 2017   |
| Ministrul Finanțelor Publice                                                  | Anca Paliu Dragu            | Independent | 17 noiembrie 2015 | 4 ianuarie 2017   |
| Ministrul Agriculturii și Dezvoltării Rurale                                  | Achim Irimescu              | Independent | 17 noiembrie 2015 | 3 ianuarie 2017   |
| Ministrul Afacerilor Externe                                                  | Lazăr Comănescu             | Independent | 17 noiembrie 2015 | 4 ianuarie 2017   |
| Ministrul Apărării Naționale                                                  | Mihnea Motoc                | Independent | 17 noiembrie 2015 | 4 ianuarie 2017   |
| Ministrul Justiției                                                           | Raluca Alexandra Prună      | Independent | 17 noiembrie 2015 | 4 ianuarie 2017   |
| Ministrul mediului și schimbărilor climatice                                  | Cristiana Pașca-Palmer⁠(d)   | Independent | 17 noiembrie 2015 | 4 ianuarie 2017   |
| Ministrul pentru societatea informațională                                    | Marius Bostan               | Independent | 17 noiembrie 2015 | 5 iulie 2016      |
| Ministrul pentru societatea informațională                                    | Delia Popescu⁠(d)            | Independent | 10 august 2016    | 4 ianuarie 2017   |
| Ministrul Sănătății                                                           | Patriciu Achimaș-Cadariu    | Independent | 17 noiembrie 2015 | 9 mai 2016        |
| Ministrul Sănătății                                                           | Vlad Voiculescu (economist) | Independent | 20 mai 2016       | 4 ianuarie 2017   |
| Ministrul Educației și Cercetării Științifice                                 | Adrian Curaj                | Independent | 17 noiembrie 2015 | 5 iulie 2016      |
| Ministrul Educației și Cercetării Științifice                                 | Mircea Dumitru              | Independent | 7 iulie 2016      | 4 ianuarie 2017   |
| Ministrul muncii, familiei, protecției sociale și persoanelor vârstnice       | Claudia Ana Costea          | Independent | 17 noiembrie 2015 | 14 aprilie 2016   |
| Ministrul muncii, familiei, protecției sociale și persoanelor vârstnice       | Dragoș Pîslaru              | Independent | 18 aprilie 2016   | 4 ianuarie 2017   |
| Ministrul Fondurilor Europene                                                 | Aura Carmen Răducu          | Independent | 17 noiembrie 2015 | 27 aprilie 2016   |
| Ministrul Fondurilor Europene                                                 | Cristian Ghinea             | Independent | 27 aprilie 2016   | 26 octombrie 2016 |
| Ministrul Fondurilor Europene                                                 | Dragoș-Cristian Dinu⁠(d)     | Independent | 27 octombrie 2016 | 4 ianuarie 2017   |
| Ministrul Transportului și Infrastructurii                                    | Dan Marian Costescu         | Independent | 17 noiembrie 2015 | 5 iulie 2016      |
| Ministrul Transportului și Infrastructurii                                    | Sorin Bușe⁠(d)               | Independent | 7 iulie 2016      | 4 ianuarie 2017   |
| Ministrul Culturii                                                            | Vlad Alexandrescu           | Independent | 17 noiembrie 2015 | 3 mai 2016        |
| Ministrul Culturii                                                            | Corina Șuteu                | Independent | 4 mai 2016        | 4 ianuarie 2017   |
| Ministrul Tineretului și Sportului                                            | Elisabeta Lipă              | Independent | 17 noiembrie 2015 | 4 ianuarie 2017   |
| Ministrul Energiei                                                            | Victor Grigorescu           | Independent | 17 noiembrie 2015 | 4 ianuarie 2017   |
| Ministru delegat pentru relația cu Parlamentul                                | Ciprian Bucur⁠(d)            | Independent | 17 noiembrie 2015 | 4 ianuarie 2017   |
| Ministru delegat pentru românii de peste hotare                               | Dan Stoenescu               | Independent | 17 noiembrie 2015 | 5 iulie 2016      |
| Ministru delegat pentru românii de peste hotare                               | Maria Ligor⁠(d)              | Independent | 7 iulie 2016      | 4 ianuarie 2017   |
| Ministru delegat pentru dialog social                                         | Violeta Alexandru           | Independent | 17 noiembrie 2015 | 4 ianuarie 2017   |